# Pachyphytum saltensis
Pachyphytum saltensis är en fetbladsväxtart som beskrevs av Brachet, J.Reyes, R.Mondragón. Pachyphytum saltensis ingår i släktet Pachyphytum och familjen fetbladsväxter. Inga underarter finns listade i Catalogue of Life.